# Allsvenskan 2012
La Allsvenskan 2012 fue la 88a edición de la Liga Sueca de Fútbol desde su creación en 1924. La temporada comenzó el 31 de marzo de 2013 y finalizó el 4 de noviembre del mismo año. El campeón fue el club IF Elfsborg que consiguió su 6° título de liga. 
Los dieciséis clubes en competencia disputan dos ruedas con un total de 30 partidos disputados por club, Al final de la temporada, los dos últimos clasificados son relegados y sustituidos por el campeón y subcampeón de la Superettan, la segunda división de Suecia.

## Equipos participantes
| Club            | Ciudad      | Estadio                  | Capacidad |
| --------------- | ----------- | ------------------------ | --------- |
| AIK Solna       | Estocolmo   | Råsunda Stadium          | 36,608    |
| Djurgårdens IF  | Estocolmo   | Stockholm Olympic        | 14,700    |
| IF Elfsborg     | Borås       | Borås Arena              | 16,899    |
| GAIS Göteborg   | Gothenburg  | Gamla Ullevi             | 18,416    |
| Gefle IF        | Gävle       | Strömvallen              | 6,711     |
| IFK Göteborg    | Gothenburg  | Gamla Ullevi             | 18,416    |
| Helsingborgs IF | Helsingborg | Olympia Helsingborg      | 16,500    |
| BK Häcken       | Gothenburg  | Rambergsvallen           | 6,000     |
| Kalmar FF       | Kalmar      | Guldfågeln Arena         | 12,000    |
| Malmö FF        | Malmö       | Swedbank Stadion         | 24,000    |
| Mjällby AIF     | Mjällby     | Strandvallen             | 7,000     |
| IFK Norrköping  | Norrköping  | Idrottsparken            | 17,234    |
| GIF Sundsvall   | Sundsvall   | Norrporten Arena         | 7,700     |
| Syrianska FC    | Södertälje  | Södertälje Fotbollsarena | 6,400     |
| Åtvidabergs FF  | Åtvidaberg  | Kopparvallen             | 8,300     |
| Örebro SK       | Örebro      | Behrn Arena              | 13,129    |

## Tabla de posiciones
- Al final de la temporada, el campeón clasifica para la primera ronda clasificatoria de la Champions League 2013-14. Mientras que el segundo y tercer lugar en el campeonato más el campeón de la Copa de Suecia disputaran la UEFA Europa League 2013-14.

|                 |     | Equipo             | PJ | PG | PE | PP | GF | GC | DG  | PTS |
| --------------- | --- | ------------------ | -- | -- | -- | -- | -- | -- | --- | --- |
| Clasificó a UCL | 1.  | IF Elfsborg        | 30 | 18 | 5  | 7  | 48 | 29 | +19 | 59  |
| Clasificó a UEL | 2.  | BK Häcken          | 30 | 17 | 6  | 7  | 67 | 36 | +31 | 57  |
| Clasificó a UEL | 3.  | Malmö FF           | 30 | 16 | 8  | 6  | 49 | 33 | +16 | 56  |
|                 | 4.  | AIK Solna          | 30 | 15 | 10 | 5  | 41 | 27 | +14 | 55  |
|                 | 5.  | IFK Norrköping     | 30 | 15 | 7  | 8  | 50 | 43 | +7  | 52  |
|                 | 6.  | Helsingborgs IF    | 30 | 13 | 11 | 6  | 52 | 33 | +19 | 50  |
| Clasificó a UEL | 7.  | IFK Göteborg (C)   | 30 | 9  | 12 | 9  | 36 | 41 | –5  | 39  |
|                 | 8.  | Åtvidabergs FF (A) | 30 | 9  | 10 | 11 | 48 | 48 | 0   | 37  |
|                 | 9.  | Djurgårdens IF     | 30 | 8  | 13 | 9  | 37 | 40 | –3  | 37  |
|                 | 10. | Kalmar FF          | 30 | 10 | 7  | 13 | 36 | 45 | –9  | 37  |
|                 | 11. | Gefle IF           | 30 | 9  | 9  | 12 | 26 | 37 | –11 | 36  |
|                 | 12. | Mjällby AIF        | 30 | 8  | 10 | 12 | 33 | 39 | –6  | 34  |
|                 | 13. | Syrianska FC       | 30 | 9  | 7  | 14 | 35 | 45 | –10 | 34  |
|                 | 14. | GIF Sundsvall (A)  | 30 | 6  | 11 | 13 | 35 | 46 | –11 | 29  |
| Descendió       | 15. | Örebro SK          | 30 | 5  | 9  | 16 | 32 | 46 | –14 | 24  |
| Descendió       | 16. | GAIS Göteborg      | 30 | 1  | 9  | 20 | 24 | 61 | –37 | 12  |

- (C) Campeón de la Copa de Suecia.
- (A) Club ascendido la temporada anterior.

### Playoffs Promoción-Relegación
|               | Resultado |               | Lugar y fecha                      |  |
| ------------- | --------- | ------------- | ---------------------------------- |  |
| Halmstad BK   | 3 - 0     | GIF Sundsvall | Halmstad, 10 de noviembre de 2012  |  |
| GIF Sundsvall | 4 - 3     | Halmstad BK   | Sundsvall, 17 de noviembre de 2012 |  |

- Halmstad BK asciende a la Allsvenskan 2013, GIF Sundsvall desciende a la Superettan.

### Máximos Goleadores
| Jugador                   | Club            | Goles |
| ------------------------- | --------------- | ----- |
| Abdul Majeed Waris        | BK Häcken       | 23    |
| Gunnar Heiðar Þorvaldsson | IFK Norrköping  | 17    |
| Viktor Prodell            | Åtvidabergs FF  | 15    |
| Abiola Dauda              | Kalmar FF       | 14    |
| Pär Ericsson              | Mjällby AIF     | 13    |
| Erton Fejzullahu          | Mjällby AIF     | 13    |
| Alfreð Finnbogason        | Helsingborgs IF | 12    |
| René Makondele            | BK Häcken       | 12    |
| Magnus Eriksson           | Åtvidabergs FF  | 11    |
| Nikola Đurđić             | Helsingborgs IF | 10    |
| Mathias Ranégie           | Malmö FF        | 10    |